# Marco Mak
Marco Mak, né le 6 novembre 1951 à Hong Kong, est un monteur et réalisateur chinois, souvent associé au réalisateur Tsui Hark.

## Filmographie

### Monteur
- 1977 : Ninja vs. Bruce Lee
- 1983 : Shadow Ninja
- 1988 : Le Camp de la terreur (Anger)
- 1988 : Runaway Blues
- 1989 : Terracotta Warrior (Qin yong)
- 1989 : Le Syndicat du crime 3 (Ying hung boon sik III)
- 1990 : Iron Angels 3 (Tian shi xing dong III)
- 1990 : Swordsman (Xiao ao jiang hu)
- 1990 : Histoire de fantômes chinois 2 (Sinnui yauwan II)
- 1991 : Swordsman 2 (Xiao ao jiang hu zhi dong fang bu bai)
- 1991 : Il était une fois en Chine (Wong Fei Hung)
- 1991 : Histoire de fantômes chinois 3 (Sinnui yauwan III: Do do do)
- 1992 : Il était une fois en Chine 2 : La Secte du lotus blanc (Wong Fei Hung ji yi: Naam yi dong ji keung)
- 1992 : The Wicked City
- 1992 : Double Dragon (Shuang long hui)
- 1992 : Swordsman 3 (Dung fong bat baai 2: fung wan joi hei)
- 1993 : Il était une fois en Chine 3 : Le Tournoi du Lion (Wong Fei Hung ji saam: Si wong jaang ba)
- 1993 : Il était une fois en Chine 4 : La Danse du dragon (Wong Fei-hung zhi sei: Wang zhe zhi feng)
- 1994 : Il était une fois en Chine 5 : Dr Wong et les pirates (Wong Fei-hung zhi wu: Long cheng jian ba)
- 1994 : The Lovers (梁祝 - Leung juk)
- 1995 : Le Festin chinois (Jin yu man tang)
- 1995 : Sixty Million Dollar Man (百變星君 - Bai bian xing jun)
- 1996 : Young and Dangerous (Goo waak zai: Yan joi gong woo)
- 1996 : Shanghai Grand (San seung hoi taan)
- 1996 : Dr. Wai (Mo him wong)
- 1997 : Full Alert (Ko dou gai bei)
- 1997 : Il était une fois en Chine 6 : Dr Wong en Amérique (Wong Fei-hung chi saiwik hung si)
- 1997 : We're No Bad Guys (Ai shang 100% ying xiong)
- 1998 : A True Mob Story (Long zai jiang hu)
- 1998 : The Suspect (Jidu zhongfan)
- 1998 : How to Get Rich by Fung Shui? (Hang wan bei kap)
- 1998 : The Group (Chuen chik daai diy)
- 1998 : Piège à Hong Kong (Knock Off)
- 1998 : The Storm Riders (Fung wan: Hung ba tin ha)
- 1998 : The Poet (Gu cheng bielian)
- 1998 : Operation Billionaire (Geng tin daai chaak wong)
- 1998 : The Conman (Du xia 1999)
- 1999 : Prince Charming
- 1999 : The Deadly Camp (Shan gou 1999)
- 1999 : The Tricky Master (Chin wong ji wong 2000)
- 1999 : The Conmen in Vegas (Du xia da zhan La Si Wei Jia Si)
- 1999 : The Legend of Speed (Lit feng chin che 2 gik chuk chuen suet)
- 2000 : Fist Power (Sang sei kuen chuk)
- 2000 : Raped by an Angel 5: The Final Judgement
- 2000 : The Duel (Kuet chin chi gam ji din)
- 2000 : Miles Apart (Li cheng)
- 2000 : Time and Tide (Seunlau ngaklau)
- 2001 : Everyday Is Valentine (Ching mai daai wa wong)
- 2001 : La Légende de Zu (Shu shan zheng zhuan)
- 2001 : Yat goh laan diy dik chuen suet
- 2002 : The Wesley's Mysterious File
- 2002 : Vampire Hunters (The Era of Vampire)
- 2002 : Black Mask 2: City of Masks
- 2003 : Colour of the Truth (Hak bak sam lam)
- 2004 : Xanda

### Réalisateur
- 2000 : The Blood Rules (Hang kwai)
- 2000 : Love Correction (Yuen ban yau take 2)
- 2001 : Cop on a Mission (Ji fat faan fat)
- 2001 : Yat goh laan diy dik chuen suet
- 2002 : The Peeping (Tou kui)
- 2002 : Haunted Office (Office yauh gwai)
- 2002 : The Wall (Hak diy fung wan)
- 2003 : Colour of the Truth (Hak bak sam lam)
- 2004 : Xanda
- 2005 : Slim till Dead (Sul sun)
- 2005 : Set to Kill (Tse bing)
- 2012 : Naked Soldier

### Acteur
- 2002 : Happy Family (Fung lau ga chuk)